# Adone Zoli
Adone Zoli (16. prosince 1887 – 20. února 1960) byl italský křesťanskodemokratický politik. V letech 1957–1958 byl premiérem Itálie, v letech 1951–1953 ministrem spravedlnosti, roku 1954 ministrem financí, v letech 1956–1958 ministrem rozpočtu. V letech 1948–1960 byl senátorem. Byl představitelem Křesťanskodemokratické strany (Democrazia Cristiana).
Odmítl, aby se křesťanskodemokratická vláda musela opírat o hlasy neofašistického Italského sociálního hnutí (Movimento Sociale Italiano), a byl tak premiérem jen přechodného kabinetu čekajícího na nové volby roku 1958. Byl jediným italským senátorem, kterému se podařilo získat pozici premiéra.